# Pfaff Ferenc (építész, 1878–1945)
Pfaff Ferenc (Gyula, 1878. január 18. – Gyula, 1945. május 17.) magyar építész, nem azonos a MÁV-főépítész Pfaff Ferenccel.

## Élete

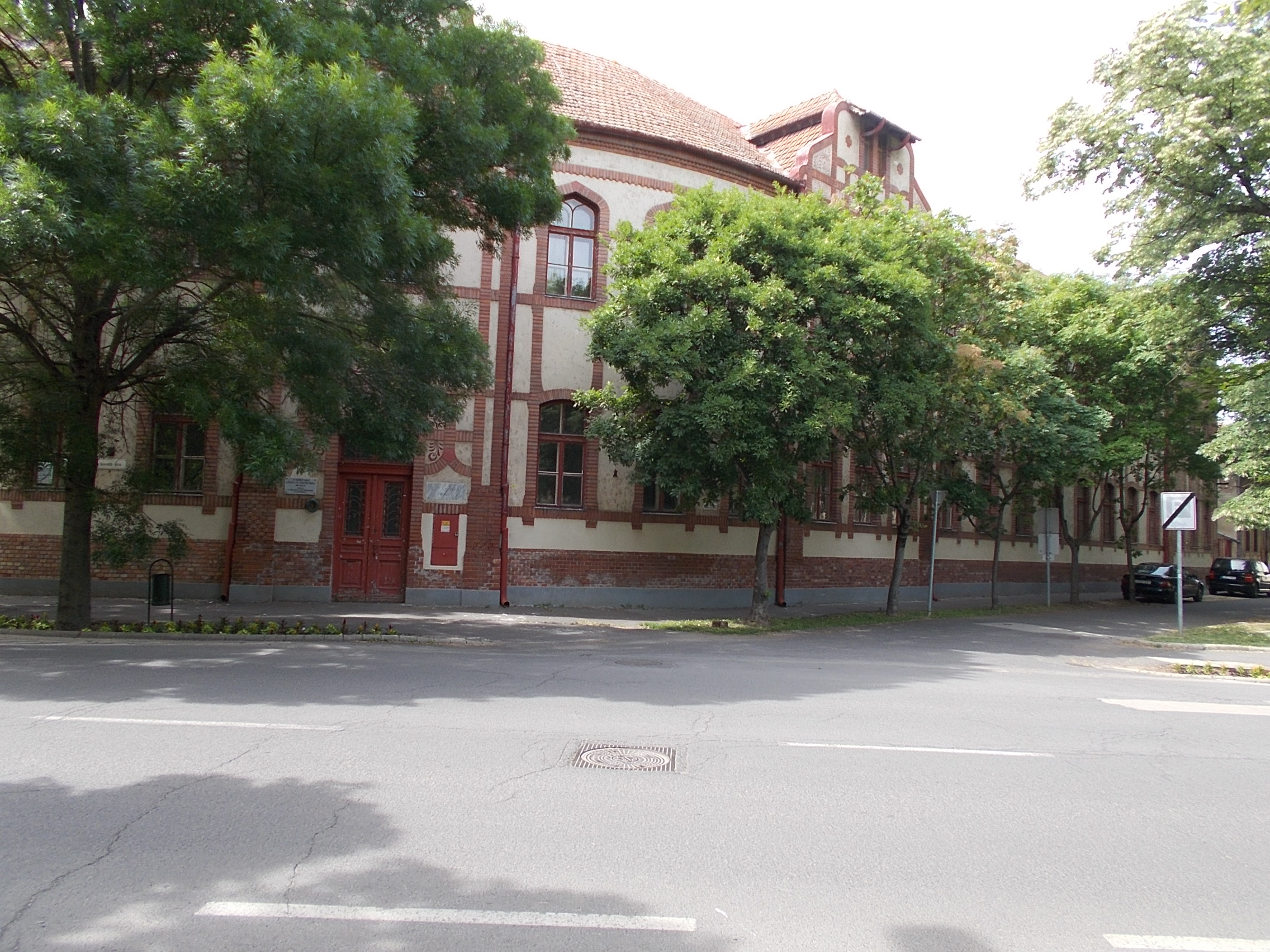
Állami elemi és polgári leányiskola

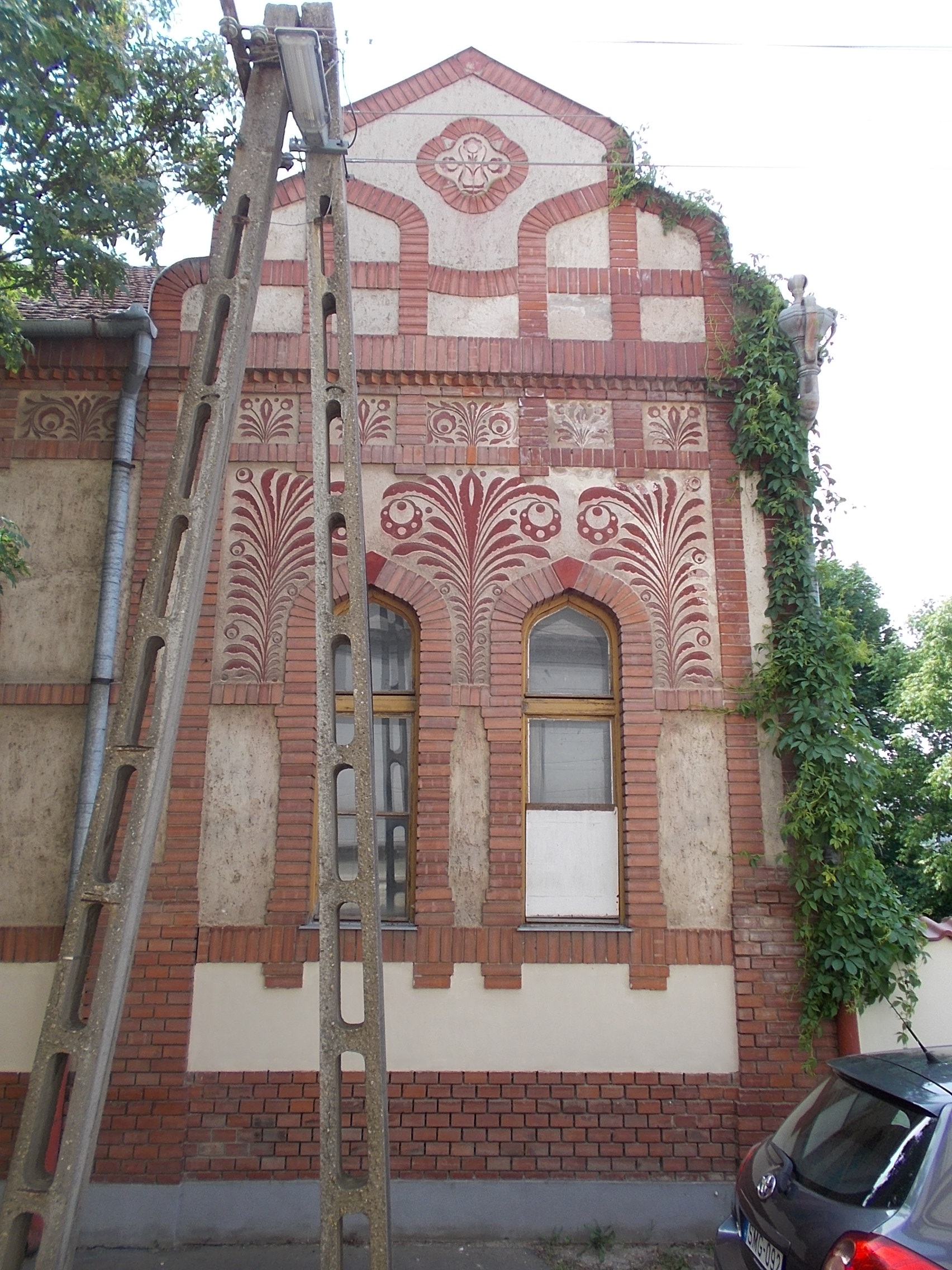
Állami elemi és polgári leányiskola (részlet)

1902-ben szerzett építőmesteri oklevelet. 1903-tól önállóan, 1910-től Schneider Mátyás építőmesterrel közös működtetett tervező- és vállalkozó irodát. Több saját köz- és magánépület tervezése fűződik a nevéhez Gyulán, de vállalt kivitelezéseket is.
A tervező Lechner Ödön szellemiségét használta fel saját épületei esetében. Pfaff jelentős alkotása a gyulai Polgári Leányiskola. A két utcára néző, egy emeletes, harmonikus épület meghatározó díszítései a vörös tégla sávok. Ezeknek közepét három ablakos, pártázatos rizalit hangsúlyozza, a téglasávok közötti falsíkokra pedig növényi díszítőelemes sgraffitok kerültek.
Téglaszallagok díszítik a Gyulavárosi Takarékpénztár homlokzatát is, és ugyancsak megtalálhatóak a – népi motívumos – sgraffitók. A szamárhát ívű ajtók és a hullámzó attika szélén lévő szép ívű oromzatok, illetve a virágmotívumos sgraffitós ál-padlásablak jellegzetességei a belsejében egyébként számos alkalommal átalakított épületnek.

## Ismert épületei
- 1905: Gyulavárosi Takarékpénztár (ma: Fregatt Étterem), Gyula, Városház u. 1.[2][4][5]
- 1907–1908: Állami elemi és polgári fiúiskola, Gyula, Károlyi Mihály u.[2]
- 1908–1912: Állami elemi és polgári leányiskola, Gyula, Kossuth Lajos u. 24.[2][3][5][6]
- 1910-es évek: Neumann-ház, Gyula, Árpád utca 28.[5]
- 1910: lakóház, Gyula, Scherer Ferenc utca 58.[5]
- 1911: Uffenbach Rudolfné lakóháza, Gyula, Bodoky utca 1.[5]
- 1911–1912: Egyesült Katholikus Polgári Kör székháza, Gyula, Béke sgt. 9-11. (Schneider Mátyással közös munka, a tervezőség bizonytalan)[5]
- 1924: Faulháber-villa, Gyula, Hétvezér út 5.[2][5]
- 1927–1928/1929: Pfaff-villa, Gyula, Béke sugárút 14.[2][5]
- 1929: Józsefvárosi Földmunkás Olvasókör székháza, Gyula, Szőlős utca 1.[5]
- ?: lakóház, Gyula, Szent István utca 33.[5]
- ?: lakóház, Gyula, Kálvin utca 27.[5]
- ?: lakóház, Gyula, Kossuth Lajos utca 16.[5]

### Kivitelezőként
- 1907–1908: Békés Megyei Takarékpénztár, Gyula, Városház utca 26. (tervező: Szántay Lajos)[5]
- ?: gyermekmenhely, Gyula, Kárpát u. 11. (tervezte: Kármán Géza Aladár és Ullmann Gyula)[2][5]
- ?: Komló-szálló, Gyula (tervezte: Mende Valér)[2]